# Тарджан, Селим
Селим Сырры Тарджан (24 марта 1874 года — 2 марта 1957 года) — турецкий политик и спортивный функционер. Известен своим вкладом в создание турецкого Олимпийского комитета.

## Биография
Родился 24 марта 1874 года в городе Лариса. Его отец погиб битве под Вучег Дола в 1876 году.
Когда Селиму Тарджану было пять лет, мать Тарджана вместе с ним и двумя его сёстрами переехала в Стамбул. С 1882 года учился в галатасарайском лицее. В 1890 году из-за финансовых проблем был вынужден перевестись в Королевскую школу военно-морской техники.
В 1907 году Селим Тарджан познакомился с основателем МОК Пьером Кубертеном, во время визита последнего в Стамбул. Тарджан преподавал физическое воспитание в различных школах и писал статьи по спортивной тематике в журнале «Servet-i Fünun».
В 1908 году был сформирован турецкий Олимпийский комитет. Ахмет Ихсан Бей, владелец журнала «Servet-i Fünun», стал первым президентом турецкого Олимпийского комитета, Селим Тарджан — первым генеральным секретарём. Селим Тарджан представлял Турцию на сессии МОК, проходившей в 1909 году. В 1911 году Турция стала членом МОК.
После Первой мировой войны Турция была исключена из МОК. Олимпийский комитет Турции был распущен.
В 1921 году Турции удалось убедить МОК принять её обратно. В 1922 году Селим Тарджан восстановил Олимпийский комитет Турции. В 1922-26 годах он занимал пост председателя турецкого олимпийского комитета. В 1928 году Тарджан нёс флаг Турции на церемонии открытия очередных Олимпийских игр.
В 1931-35 годах Тарджан работал в министерстве образования главным инспектором по физическому воспитанию .
В 1935 году был избран членом Великого национального собрания от республиканской народной партии. Переизбирался в 1939 и 1943 годах.
Селим Тарджан умер 2 марта 1957 года в Стамбуле.
Написал 58 книг, около 2500 статей и 1530 лекций, большинство из которых связано со спортивной тематикой.